# ماریبی
ماریبی (به سوئدی: Marieby) یک منطقهٔ مسکونی در سوئد است که در بخش اوسترشوند واقع شده‌است. ماریبی ۰٫۸۲ کیلومتر مربع مساحت و ۲۳۶ نفر جمعیت دارد.